# Arnsdorf
Arnsdorf (alt sòrab: Warnoćicy) és un municipi alemany que pertany a l'estat de Saxònia. Es troba vora Radeberg i a 15 kilòmetres de Dresden. Limita amb els municipis de Großröhrsdorf, Radeberg, Großharthau, Dürrröhrsdorf-Dittersbach i Stolpen. Comprèn els nuclis d'Arnsdorf, Fischbach, Kleinwolmsdorf, Wallroda

## Demografia
| Any  | Població |
| ---- | -------- |
| 1998 | 5.220    |
| 1999 | 5.148    |
| 2000 | 5.052    |
| 2001 | 4.971    |

| Any  | Població |
| ---- | -------- |
| 2002 | 4.948    |
| 2003 | 4.953    |
| 2004 | 4.940    |
| 2007 | 4.844    |